# Sośnica (województwo wielkopolskie)
Sośnica – wieś w Polsce położona w województwie wielkopolskim, w powiecie pleszewskim, w gminie Dobrzyca.
W okresie Wielkiego Księstwa Poznańskiego (1815-1848) miejscowość należała do wsi większych w ówczesnym pruskim powiecie Krotoszyn w rejencji poznańskiej. Sośnica należała do okręgu koźmińskiego tego powiatu i stanowiła odrębny majątek, którego właścicielem był wówczas Michał Chłapowski. Według spisu urzędowego z 1837 roku wieś liczyła 292 mieszkańców, którzy zamieszkiwali 35 dymów (domostw).
Po II wojnie światowej w gospodarstwach poniemieckich w Sośnicy zamieszkali Polacy wpędzeni z Kresów Wschodnich, w tym z Berezowicy Małej. W 1994 r. na tutejszym cmentarzu parafialnym ustawili oni pomnik upamiętniający 131 swoich krewnych i sąsiadów, którzy zostali zamordowani  w czasie napadu UPA na Berezownicę w lutym 1944 r.. 
W latach 1975–1998 Sośnica położona była w województwie kaliskim.

## Zabytki
- Drewniany kościół parafialny pw. św. Marii Magdaleny z 1745.
- Dwór z 1. połowy XIX w.
- Spichrz dworski z 1. połowy XIX w.